# Harriet McDougal
Harriet McDougal is de weduwe van de Amerikaanse schrijver Robert Jordan en de uitgever van de epische fantasyserie Het Rad des Tijds. Na de dood van haar man in 2007 koos ze Brandon Sanderson uit om de serie af te werken aan de hand van Jordans notities.
Jordan heeft gezegd dat alle belangrijke vrouwelijke personages in zijn boeken gedeeltelijk gebaseerd zijn op Harriet.
McDougal was ook de editor van Orson Scott Cards Ender's Game.